# Yetide Badaki
Pour les articles homonymes, voir Badaki.
Yetide Badaki (née en 1981) est une actrice américaine d'origine nigériane. Elle est surtout connue pour avoir joué Bilquis dans la série de Starz, American Gods,,.  

## Jeunesse
Badaki est née à Ibadan, au Nigeria, avant de déménager en Angleterre pour trois ans à l'âge de trois ans, avant de retourner au Nigeria pendant six ans et de s'installer en Amérique à l'âge de douze ans. Elle est diplômée de l'université McGill avec une majeure en littérature anglaise (théâtre) et une mineure en sciences de l'environnement. Badaki est également titulaire d'un Master of Fine Arts in Theatre de l'université d'État de l'Illinois,. Elle est devenue citoyenne américaine en 2014. 

## Carrière
Badaki a reçu une nomination aux Jeff Awards (en) 2006 pour la meilleure actrice dans un rôle principal (pièce de théâtre) pour I Have Before Me a Remarkable Document Given to Me by a Young Lady from Rwanda. Elle a reçu des critiques positives pour son interprétation de Bilquis dans la série American Gods,. Le personnage de Bilquis a eu son rôle dans l'histoire élargi pour la série télévisée par rapport au roman original. En 2018, Badaki a joué le personnage récurrent Chi Chi sur This Is Us .  
Badaki a écrit un court métrage intitulé Hollywoodland, qu'elle a financé avec Indiegogo. Badaki et Karen David produiront et joueront dans le court métrage tandis que Jessica Sherif dirigera. Hollywoodland est une réimagination d'Alice au pays des merveilles qui se déroule dans l'actuel Los Angeles.  

## Filmographie

### Film
- 2003 : Expiration (Naomi)
- 2017 : Cardinal X (en) (Anita)
- 2018 : Chasing the Rain (La femme)
- 2018 : The Long Shadow (Sissy Leblanc)
- 2019 : The Buried Girl (Alex)

### Télévision
- 2008 : Lost : Les Disparus : Narjiss (épisode De nouvelles règles)
- 2012 : Touch (épisode 1x03)
- 2012 : The Failing Man : Sanjana (4 épisodes)
- 2013 : The Prayer Circle
- 2013 : Esprits criminels : Maya Carcani (épisode Final Shot)
- 2014 : Sequestered (en) : Keira (personnage récurrent)
- 2014 : Masters of Sex : Infirmière Williams (épisode 2x06 : Blackbird)
- 2015 : NCIS : Nouvelle-Orléans: Felicia Patrice (épisode Le Carnaval de la Mort)
- 2015 : Aquarius : Rita Carter (épisode 1x11 : Your Mother Should Know)
- 2016 : Agent K.C.: Pénélope (épisode 2x01 : Coopers Reactivated!)
- 2017 : Angie X
- 2017 - 2021 : American Gods : Bilquis (personnage principal)
- 2018 : This Is Us : Chi Chi (récurrente)
- 2024 : Twilight of the Gods : Dahl (voix - 3 épisodes)

### Jeux vidéos
- 2016 : Call of Duty: Infinite Warfare (Ebele Yetide).